# Epyc
Epyc es una marca de microprocesadores x86-64 introducida en junio de 2017, diseñada y comercializada por AMD basada en la microarquitectura Zen de la compañía. Están dirigidos específicamente a los mercados de servidores y sistemas embebidos (integrados). Los procesadores Epyc comparten la misma microarquitectura que sus homólogos normales de escritorio, pero tienen características calificadas para empresas, como un mayor número de núcleos, más líneas PCI Express, soporte para grandes cantidades de RAM y más memoria caché. También soporta configuraciones de sistemas de múltiples chips y doble-zócalo (dual-socket) a través de la interconexión Infinity Fabric. 

## Historia
En marzo de 2017, AMD anunció una plataforma de servidor basada en la microarquitectura Zen, cuyo nombre en clave era Naples (Nápoles en español), y la reveló oficialmente bajo la marca Epyc en mayo. Ese mes de junio, AMD presentó oficialmente Epyc al lanzar los procesadores Epyc de la serie 7001. Dos años después, en agosto de 2019, se lanzaron los procesadores Epyc de la serie 7002 basados en la microarquitectura Zen 2, entregando un rendimiento mucho mejor y el doble de núcleos en comparación con sus predecesores. 
La futura microarquitectura Epyc basada en Zen 3 tendrá nombre en clave "Milan".

## Diseño
La plataforma incluye sistemas con: uno y dos zócalos. En configuraciones de múltiples procesadores, dos procesadores Epyc se comunican a través de Infinity Fabric de AMD. Cada chip de servidor soporta 8 canales de memoria y 128 líneas PCIe 3.0, de las cuales 64 líneas cada una se utilizan para la comunicación de CPU a CPU a través de Infinity Fabric cuando se instalan en una configuración de doble procesador. Todos los procesadores Epyc están compuestos por cuatro chips Zeppelin de ocho núcleos (el mismo chip que se encuentra en los procesadores Ryzen ) en un módulo de múltiples chips (chiplet), con las diferentes cantidades en el número de núcleos producidas por la desactivación simétrica de núcleos en cada core complex (CCX) de cada chip Zeppelin.
A diferencia de los Opteron, los equivalentes de Intel y los procesadores de escritorio de AMD (excluyendo el Socket AM1), los procesadores Epyc no usan chipset, que también se conoce como sistema en un chip (SoC). Eso significa que la mayoría de las funciones requeridas para que el servidor sea totalmente funcional (como memoria, PCI Express, controladores SATA, etc.) están completamente integradas en el procesador, eliminando la necesidad de colocar un chipset en una placa base. Algunas características no disponibles requieren de chips controladores adicionales para que estén disponible en el sistema. 
La primera generación de microprocesadores Epyc fueron fabricados por GlobalFoundries utilizando un proceso de fabricación de 14 nm FinFET con licencia de Samsung Electronics. Epyc 2 son fabricados por TSMC utilizando un proceso de 7 nm FinFET.

## Recepción

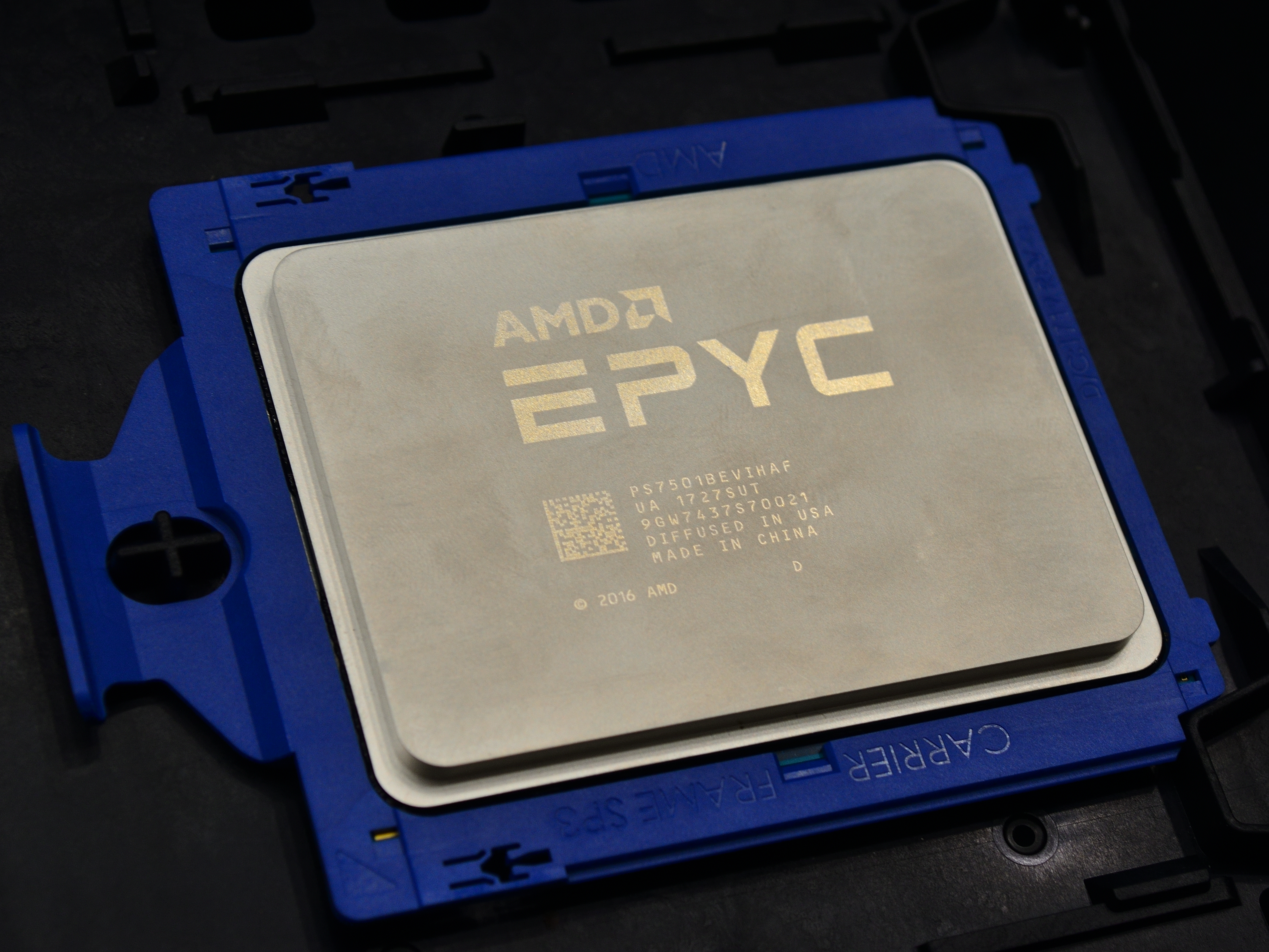
Procesador Epyc de primera generación

La recepción inicial de Epyc fue generalmente positiva. En general, se descubrió que Epyc supera a las CPU de Intel en los casos en que los núcleos podrían funcionar de forma independiente, como en la informática de alto rendimiento y las aplicaciones de big data. La primera generación de Epyc mostró menos rendimiento en tareas de base de datos en comparación con los procesadores Xeon de Intel debido a una mayor latencia de caché.

## Productos

### Servidores

#### Primera generación (Nápoles)
| Modelo     | Proceso de fabricación | Configuración del Zócalo (Socket) | Núcleos/FPUs (hilos) | Frecuencia de reloj (GHz) | Frecuencia de reloj (GHz) | Frecuencia de reloj (GHz) | Caché                                 | Caché             | Caché   | Líneas PCIe | Soporte de memoria  | TDP       | Fecha de lanzamiento | Precio de lanzamiento (USD) |
| Modelo     | Proceso de fabricación | Configuración del Zócalo (Socket) | Núcleos/FPUs (hilos) | Base                      | Boost                     | Boost                     | L1 (KB)                               | L2 (KB)           | L3 (MB) | Líneas PCIe | Soporte de memoria  | TDP       | Fecha de lanzamiento | Precio de lanzamiento (USD) |
| Modelo     | Proceso de fabricación | Configuración del Zócalo (Socket) | Núcleos/FPUs (hilos) | Base                      | Todos los núcleos         | Máx.                      | L1 (KB)                               | L2 (KB)           | L3 (MB) | Líneas PCIe | Soporte de memoria  | TDP       | Fecha de lanzamiento | Precio de lanzamiento (USD) |
| ---------- | ---------------------- | --------------------------------- | -------------------- | ------------------------- | ------------------------- | ------------------------- | ------------------------------------- | ----------------- | ------- | ----------- | ------------------- | --------- | -------------------- | --------------------------- |
| EPYC 7351P | 14nm                   | 1P                                | 16 (32)              | 2.4                       | 2.9                       | 2.9                       | 64 KB inst. 32 KB de datos por núcleo | 512 KB por núcleo | 64      | 128         | DDR4-2666 8 canales | 155/170 W | Junio de 2017        | 0 $750+                     |
| EPYC 7401P | 14nm                   | 1P                                | 24 (48)              | 2.0                       | 2.8                       | 3.0                       | 64 KB inst. 32 KB de datos por núcleo | 512 KB por núcleo | 64      | 128         | DDR4-2666 8 canales | 155/170 W | Junio de 2017        | $1075+                      |
| EPYC 7551P | 14nm                   | 1P                                | 32 (64)              | 2.0                       | 2.55                      | 3.0                       | 64 KB inst. 32 KB de datos por núcleo | 512 KB por núcleo | 64      | 128         | DDR4-2666 8 canales | 180 W     | Junio de 2017        | $2100+                      |
| EPYC 7251  | 14nm                   | 2P                                | 8 (16)               | 2.1                       | 2.9                       | 2.9                       | 64 KB inst. 32 KB de datos por núcleo | 512 KB por núcleo | 32      | 128         | DDR4-2400 8 canales | 120 W     | Junio de 2017        | 0 $475+                     |
| EPYC 7261  | 14nm                   | 2P                                | 8 (16)               | 2.5                       | 2.9                       | 2.9                       | 64 KB inst. 32 KB de datos por núcleo | 512 KB por núcleo | 64      | 128         | DDR4-2666 8 canales | 155/170 W | Mediados de 2018     | 0$700+                      |
| EPYC 7281  | 14nm                   | 2P                                | 16 (32)              | 2.1                       | 2.7                       | 2.7                       | 64 KB inst. 32 KB de datos por núcleo | 512 KB por núcleo | 32      | 128         | DDR4-2666 8 canales | 155/170 W | Junio de 2017        | 0 $650+                     |
| EPYC 7301  | 14nm                   | 2P                                | 16 (32)              | 2.2                       | 2.7                       | 2.7                       | 64 KB inst. 32 KB de datos por núcleo | 512 KB por núcleo | 64      | 128         | DDR4-2666 8 canales | 155/170 W | Junio de 2017        | 0$800+                      |
| EPYC 7351  | 14nm                   | 2P                                | 16 (32)              | 2.4                       | 2.9                       | 2.9                       | 64 KB inst. 32 KB de datos por núcleo | 512 KB por núcleo | 64      | 128         | DDR4-2666 8 canales | 155/170 W | Junio de 2017        | $1100+                      |
| EPYC 7371  | 14nm                   | 2P                                | 16 (32)              | 3.1                       | 3.6                       | 3.8                       | 64 KB inst. 32 KB de datos por núcleo | 512 KB por núcleo | 64      | 128         | DDR4-2666 8 canales | 180 W     | Finales de 2018      | $1550+                      |
| EPYC 7401  | 14nm                   | 2P                                | 24 (48)              | 2.0                       | 2.8                       | 3.0                       | 64 KB inst. 32 KB de datos por núcleo | 512 KB por núcleo | 64      | 128         | DDR4-2666 8 canales | 155/170 W | Junio de 2017        | $1850+                      |
| EPYC 7451  | 14nm                   | 2P                                | 24 (48)              | 2.3                       | 2.9                       | 3.2                       | 64 KB inst. 32 KB de datos por núcleo | 512 KB por núcleo | 64      | 128         | DDR4-2666 8 canales | 180 W     | Junio de 2017        | $2400+                      |
| EPYC 7501  | 14nm                   | 2P                                | 32 (64)              | 2.0                       | 2.6                       | 3.0                       | 64 KB inst. 32 KB de datos por núcleo | 512 KB por núcleo | 64      | 128         | DDR4-2666 8 canales | 155/170 W | Junio de 2017        | $3400+                      |
| EPYC 7551  | 14nm                   | 2P                                | 32 (64)              | 2.0                       | 2.55                      | 3.0                       | 64 KB inst. 32 KB de datos por núcleo | 512 KB por núcleo | 64      | 128         | DDR4-2666 8 canales | 180 W     | Junio de 2017        | $3400+                      |
| EPYC 7601  | 14nm                   | 2P                                | 32 (64)              | 2.2                       | 2.7                       | 3.2                       | 64 KB inst. 32 KB de datos por núcleo | 512 KB por núcleo | 64      | 128         | DDR4-2666 8 canales | 180 W     | Junio de 2017        | $4200+                      |

1. ↑  AMD en su documentación técnica usa "KB", que define como "Kilobyte" y es igual a 1024 bytes (1 KiB), y "MB", lo define como "Megabyte" y es igual a 1024 "KB" (1 MiB).[12]

#### Segunda generación (Roma)
En noviembre de 2018, AMD anunció Epyc 2 en su evento Next Horizon, la segunda generación de procesadores Epyc con nombre en clave "Rome" y basados en la microarquitectura Zen 2 . Los procesadores cuentan con hasta ocho chiplets de 7 nm  junto con un chip E/S (I/O die) de 14 nm en el centro, interconectado a través de Infinity Fabric. Los procesadores soportan hasta 8 canales de RAM DDR4 de hasta 4 TB e introducen compatibilidad con PCIe 4.0. Estos procesadores tienen hasta 64 núcleos con 128 hilos SMT por zócalo. Los procesadores "Rome" de 7 nm son fabricados por TSMC. Fueron lanzados el 7 de agosto de 2019.
- Número de líneas PCIe: 128
- Zócalo: SP3
- Fecha de Lanzamiento: 7 de agosto de 2019 a excepción  del procesador EPYC 7H12 el cual fue lanzado el 18 de septiembre de 2019
- Memoria RAM soportada: DDR4-3200 de 8 canales (eight-channel)

| Modelo     | Proceso de fabricación | Configuración del Zócalo (Socket) | Núcleos/FPUs (hilos) | Frecuencia de reloj (GHz) | Frecuencia de reloj (GHz) | Frecuencia de reloj (GHz) | Caché                                 | Caché             | Caché   | TDP   | Precio de lanzamiento (USD) |
| Modelo     | Proceso de fabricación | Configuración del Zócalo (Socket) | Núcleos/FPUs (hilos) | Base                      | Boost                     | Boost                     | L1 (KB)                               | L2 (KB)           | L3 (MB) | TDP   | Precio de lanzamiento (USD) |
| Modelo     | Proceso de fabricación | Configuración del Zócalo (Socket) | Núcleos/FPUs (hilos) | Base                      | Todos los núcleos         | Máx.                      | L1 (KB)                               | L2 (KB)           | L3 (MB) | TDP   | Precio de lanzamiento (USD) |
| ---------- | ---------------------- | --------------------------------- | -------------------- | ------------------------- | ------------------------- | ------------------------- | ------------------------------------- | ----------------- | ------- | ----- | --------------------------- |
| EPYC 7232P | 7nm                    | 1P                                | 8 (16)               | 3.1                       |                           | 3.2                       | 32 KB inst. 32 KB de datos por núcleo | 512 KB por núcleo | 32      | 120 W | $450                        |
| EPYC 7302P | 7nm                    | 1P                                | 16 (32)              | 3                         |                           | 3.3                       | 32 KB inst. 32 KB de datos por núcleo | 512 KB por núcleo | 128     | 155 W | $825                        |
| EPYC 7402P | 7nm                    | 1P                                | 24 (48)              | 2.8                       |                           | 3.35                      | 32 KB inst. 32 KB de datos por núcleo | 512 KB por núcleo | 128     | 180 W | $1250                       |
| EPYC 7502P | 7nm                    | 1P                                | 32 (64)              | 2.5                       |                           | 3.35                      | 32 KB inst. 32 KB de datos por núcleo | 512 KB por núcleo | 128     | 180 W | $2300                       |
| EPYC 7702P | 7nm                    | 1P                                | 64 (128)             | 2                         |                           | 3.35                      | 32 KB inst. 32 KB de datos por núcleo | 512 KB por núcleo | 256     | 200 W | $4425                       |
| EPYC 7252  | 7nm                    | 2P                                | 8 (16)               | 3.1                       |                           | 3.2                       | 32 KB inst. 32 KB de datos por núcleo | 512 KB por núcleo | 64      | 120 W | $475                        |
| EPYC 7262  | 7nm                    | 2P                                | 8 (16)               | 3.2                       |                           | 3.4                       | 32 KB inst. 32 KB de datos por núcleo | 512 KB por núcleo | 128     | 155 W | $575                        |
| EPYC 7272  | 7nm                    | 2P                                | 12 (24)              | 2.9                       |                           | 3.2                       | 32 KB inst. 32 KB de datos por núcleo | 512 KB por núcleo | 64      | 120 W | $625                        |
| EPYC 7282  | 7nm                    | 2P                                | 16 (32)              | 2.8                       |                           | 3.2                       | 32 KB inst. 32 KB de datos por núcleo | 512 KB por núcleo | 64      | 120 W | $650                        |
| EPYC 7302  | 7nm                    | 2P                                | 16 (32)              | 3                         |                           | 3.3                       | 32 KB inst. 32 KB de datos por núcleo | 512 KB por núcleo | 128     | 155 W | $978                        |
| EPYC 7352  | 7nm                    | 2P                                | 24 (48)              | 2.3                       |                           | 3.2                       | 32 KB inst. 32 KB de datos por núcleo | 512 KB por núcleo | 128     | 155 W | $1350                       |
| EPYC 7402  | 7nm                    | 2P                                | 24 (48)              | 2.8                       |                           | 3.35                      | 32 KB inst. 32 KB de datos por núcleo | 512 KB por núcleo | 128     | 180 W | $1783                       |
| EPYC 7452  | 7nm                    | 2P                                | 32 (64)              | 2.35                      |                           | 3.35                      | 32 KB inst. 32 KB de datos por núcleo | 512 KB por núcleo | 128     | 155 W | $2025                       |
| EPYC 7502  | 7nm                    | 2P                                | 32 (64)              | 2.5                       |                           | 3.35                      | 32 KB inst. 32 KB de datos por núcleo | 512 KB por núcleo | 128     | 180 W | $2600                       |
| EPYC 7542  | 7nm                    | 2P                                | 32 (64)              | 2.9                       |                           | 3.4                       | 32 KB inst. 32 KB de datos por núcleo | 512 KB por núcleo | 128     | 225 W | $3400                       |
| EPYC 7552  | 7nm                    | 2P                                | 48 (96)              | 2.2                       |                           | 3.3                       | 32 KB inst. 32 KB de datos por núcleo | 512 KB por núcleo | 192     | 200 W | $4025                       |
| EPYC 7642  | 7nm                    | 2P                                | 48 (96)              | 2.3                       |                           | 3.3                       | 32 KB inst. 32 KB de datos por núcleo | 512 KB por núcleo | 256     | 225 W | $4775                       |
| EPYC 7702  | 7nm                    | 2P                                | 64 (128)             | 2                         |                           | 3.35                      | 32 KB inst. 32 KB de datos por núcleo | 512 KB por núcleo | 256     | 200 W | $6450                       |
| EPYC 7742  | 7nm                    | 2P                                | 64 (128)             | 2.25                      |                           | 3.4                       | 32 KB inst. 32 KB de datos por núcleo | 512 KB por núcleo | 256     | 225 W | $6950                       |
| EPYC 7H12  | 7nm                    | 2P                                | 64 (128)             | 2.6                       |                           | 3.3                       | 32 KB inst. 32 KB de datos por núcleo | 512 KB por núcleo | 256     | 280 W |                             |
| EPYC 7F32  | 7nm                    | 1P/2P                             | 8 (16)               | 3.7                       |                           | 3.9                       | 32 KB inst. 32 KB de datos por núcleo | 512 KB por núcleo | 128     | 180W  | $2100                       |
| EPYC 7F52  | 7nm                    | 1P/2P                             | 16 (32)              | 3.5                       |                           | 3.9                       | 32 KB inst. 32 KB de datos por núcleo | 512 KB por núcleo | 256     | 240W  | $3100                       |
| EPYC 7F72  | 7nm                    | 1P/2P                             | 24 (48)              | 3.2                       |                           | 3.7                       | 32 KB inst. 32 KB de datos por núcleo | 512 KB por núcleo | 192     | 240W  | $2450                       |

1. ↑   AMD en su documentación técnica usa KB, lo cual define como Kilobyte y equivale a 1024 bytes, y MB, lo cual define como Megabyte y equivale a 1024 KB.[12]

#### Tercera generación (Milán)
En el consejo asesor de HPC-AI en el Reino Unido en octubre de 2019, AMD declaró especificaciones para Milan, los chips Epyc basados en la microarquitectura Zen 3 . Los Chips de Milan utilizarán el zócalo SP3, con hasta 64 núcleos con soporte para RAM DDR4 SDRAM de ocho canales y PCIe 4.0. También se anunció planes para la posterior generación de chips, con nombre en clave Genoa, estarán basados en la microarquitectura Zen 4 y utilizarán el zócalo SP5.

### Embebidos

#### Primera generación (Snowy Owl)
En febrero de 2018, AMD lanzó la serie EPYC 3000 de procesadores Zen embebidos.
| Modelo    | Fecha de lanzamiento | Proceso de Fabricación | Zócalo (Socket) | Núcleos (hilos) | Frecuencia de reloj (GHz) | Frecuencia de reloj (GHz) | Frecuencia de reloj (GHz) | Caché                                 | Caché             | Caché | Soporte de memoria        | Ethernet  | TDP      | Temperatura de unión (°C) |
| Modelo    | Fecha de lanzamiento | Proceso de Fabricación | Zócalo (Socket) | Núcleos (hilos) | Base                      | Boost                     | Boost                     | L1                                    | L2                | L3    | Soporte de memoria        | Ethernet  | TDP      | Temperatura de unión (°C) |
| Modelo    | Fecha de lanzamiento | Proceso de Fabricación | Zócalo (Socket) | Núcleos (hilos) | Base                      | Todos los núcleos         | Máx.                      | L1                                    | L2                | L3    | Soporte de memoria        | Ethernet  | TDP      | Temperatura de unión (°C) |
| --------- | -------------------- | ---------------------- | --------------- | --------------- | ------------------------- | ------------------------- | ------------------------- | ------------------------------------- | ----------------- | ----- | ------------------------- | --------- | -------- | ------------------------- |
| EPYC 3101 | Febrero de 2018      | 14nm                   | SP4r2           | 4 (4)           | 2.1                       | 2.9                       | 2.9                       | 64 KB inst. 32 KB de datos por núcleo | 512 KB por núcleo | 8 MB  | DDR4-2666 doble-canal     | 4 × 10GbE | 35 W     | 0-95                      |
| EPYC 3151 | Febrero de 2018      | 14nm                   | SP4r2           | 4 (8)           | 2.7                       | 2.9                       | 2.9                       | 64 KB inst. 32 KB de datos por núcleo | 512 KB por núcleo | 16 MB | DDR4-2666 doble-canal     | 4 × 10GbE | 45 W     | 0-95                      |
| EPYC 3201 | Febrero de 2018      | 14nm                   | SP4r2           | 8 (8)           | 1.5                       | 3.1                       | 3.1                       | 64 KB inst. 32 KB de datos por núcleo | 512 KB por núcleo | 16 MB | DDR4-2133 doble-canal     | 4 × 10GbE | 30 W     | 0-95                      |
| EPYC 3251 | Febrero de 2018      | 14nm                   | SP4r2           | 8 (16)          | 2.5                       | 3.1                       | 3.1                       | 64 KB inst. 32 KB de datos por núcleo | 512 KB por núcleo | 16 MB | DDR4-2666 doble-canal     | 4 × 10GbE | 55 W     | 0-105                     |
| EPYC 3255 |                      | 14nm                   | SP4r2           | 8 (16)          | 2.5                       | 3.1                       | 3.1                       | 64 KB inst. 32 KB de datos por núcleo | 512 KB por núcleo | 16 MB | DDR4-2666 doble-canal     | 4 × 10GbE | 25-55 W  | -40-105                   |
| EPYC 3301 | Febrero de 2018      | 14nm                   | SP4r2           | 12 (12)         | 2.0                       | 2.15                      | 3.0                       | 64 KB inst. 32 KB de datos por núcleo | 512 KB por núcleo | 32 MB | DDR4-2666 cuádruple-canal | 8 × 10GbE | 65 W     | 0-95                      |
| EPYC 3351 | Febrero de 2018      | 14nm                   | SP4             | 12 (24)         | 1.9                       | 2.75                      | 3.0                       | 64 KB inst. 32 KB de datos por núcleo | 512 KB por núcleo | 32 MB | DDR4-2666 cuádruple-canal | 8 × 10GbE | 60-80 W  | 0-105                     |
| EPYC 3401 | Febrero de 2018      | 14nm                   | SP4r2           | 16 (16)         | 1.85                      | 2.25                      | 3.0                       | 64 KB inst. 32 KB de datos por núcleo | 512 KB por núcleo | 32 MB | DDR4-2666 cuádruple-canal | 8 × 10GbE | 85 W     | 0-105                     |
| EPYC 3451 | Febrero de 2018      | 14nm                   | SP4             | 16 (32)         | 2.15                      | 2.45                      | 3.0                       | 64 KB inst. 32 KB de datos por núcleo | 512 KB por núcleo | 32 MB | DDR4-2666 cuádruple-canal | 8 × 10GbE | 80-100 W | 0-105                     |

1. ↑  AMD define 1 kilobyte (KB) como 1024 bytes, y 1 megabyte (MB) como 1024 kilobytes.[12]